# Aivengo Rik'adze
Aivengo Rik'adze (in georgiano აივენგო რიკაძე?; 12 aprile 1998) è un lottatore georgiano specializzato nella lotta greco-romana.

## Palmarès
- Europei

Varsavia 2021: bronzo negli 82 kg